# Los Nogales (Estación Central)
Los Nogales es el nombre de un barrio que forma parte de la comuna de Estación Central, al poniente de Santiago de Chile.
Estación Central es considerada como una “puerta de entrada a la ciudad”. Esta comuna está emplazada en el área céntrica de Santiago, y es conformada por una diversidad de territorios, originados a partir de un gran fundo que estaba ubicado en la zona poniente de Santiago.

## Barrio Los Nogales
Los Nogales es un barrio popular que data de la década de 1940. Está ubicada junto a la Población Santiago, Gabriela Mistral y Las Palmas (pequeños barrios cercanos), con una población total de 11.239 habitantes, 62 organizaciones sociales y una ubicación privilegiada, adyacente a la avenida Padre Alberto Hurtado (Autopista Central).
La escasez de áreas verdes para la recreación y el esparcimiento ha volcado a la comunidad hacia las calles y pasajes. Posee un rico pasado cultural que se mantiene hasta nuestros días.
Dada la vasta historia de este territorio, las intervenciones sociales están llevando a la población Los Nogales, a ser uno de los nuevos centros cívicos de la comuna.
La población los Nogales fue intervenida tempranamente por la acción del Hogar de Cristo, creado por el sacerdote Alberto Hurtado.

## Historia
Según Fauré y Moyano, los testimonios sobre el origen de Los Nogales son contradictorios. Para algunos habitantes, no hubo ocupación ilegal, sino que los primeros pobladores fueron trasladados en camiones del Ejército. Otros plantean que la historia de Los Nogales surgió cuando un grupo de 90 familias de los cités de Estación Central y la población “Lautaro” realizaron gestiones para obtener un lugar definitivo donde asentarse. A consecuencia de esto, se habrían tomado la chacra “Los Nogales”, terreno de la Caja de Seguro Obrero. Luego de conversaciones con el gobierno de la época, a cargo del Capitán Gálvez, a cada familia se le asignó un sitio demarcado por cuatro estacas: 10 metros de frente y 20 de largo. No había luz, agua ni alcantarillado. El 8 de enero de 1947 es considerada la fecha de origen de la Población Los Nogales y se la celebra cada año.
Es posible que ya hubiera habitantes instalados en la zona. El cantante Víctor Jara habría llegado a vivir allí y permaneció hasta cuando menos 1946, lo que indica que por entonces ya había cierto tipo de asentamientos.
La prensa, por su parte, consigna la llegada de las primeras familias desde Barrancas, en camiones militares, en enero de 1948. Según la información del Ministerio del Interior, entre el 8 y el 11 de enero de 1948 fueron trasladadas 96 familias, ejecutando así el desalojo de la ocupación de la Población Anexo Lautaro, o Población Gabriela Mistral, en la comuna de Barrancas.
La historia de esta población fue de organización constante, desde un principio, cuando tuvieron que trazar las calles, instalar los postes para tener luz y gestionar pilones para el agua. Fue sólo sobre la base de ese tesón organizativo que el barrio pudo salir adelante. 
Otro hito importante dentro de la historia de la población fue la formación de la brigada de bomberos. Durante la década de 1950, los vecinos se reunieron y organizaron para combatir los incendios que los afectaban, los cuales podían durar horas debido al material ligero de las construcciones. Luego de mucho esfuerzo, y bajo la organización de dirigentes sociales como Rafael Lopez Morales, Pedro Armijo vargas y Pedro de la Peña, se fundó el 20 de noviembre de 1959 la decimosexta compañía del cuerpo de bomberos de Santiago "Bomba Chile" que funcionaba –entre otros lugares- en la Escuela Maria Goretti, apoyados por el Padre Vicente Irarrázaval García-Huidobro (a quien hoy le deben su nombre el Centro de Salud Familiar del territorio y la principal avenida del Barrio). Esta compañía se encuentra ubicada hoy en día en Av. 5 de abril #4944, y presta sus servicios a toda la comuna de Estación Central. 
Los Nogales ha sabido de tormentosos barriales, y polvorientos veranos. En 1991 fue por fin cubierto el canal "El colector" el cual hoy en día corre subterraneamente y desemboca en el Zanjón de la Aguada. 
Vivieron en este barrio Alejandro Díaz (dirigente social) y el joven fotógrafo de la AFI Rodrigo Rojas De Negri, quien fue quemado vivo junto a la estudiante Carmen Gloria Quintana, siendo este uno de los peores crímenes cometidos por la Dictadura Militar.
También habitaron reconocidos vecinos como el cantautor comunista Víctor Jara, Víctor Silva y un militante del FPMR Luis Antonio González Rivera "Cunini", entre otros.

### Deporte
Entre los clubes de Fútbol que destacan en la población están:"El Ducal", "Gabriela Mistral", "Población Nogales", "Capitán Gálvez", "Hermanos Carrera", "Cóndores de Chile", "Atahualpa"', "Halcón del Oriente "' "Club deportivo Caupolicán", "Arco iris" y "Carrera Juniors" entre otros. Actualmente es el recinto que acoge al Club Deportivo Ferroviarios de Chile, que milita en la Tercera División B del fútbol chileno.

### Apoyo y urbanización
Actualmente están en proceso de ejecución en este barrio más de 12 proyectos de intervención de mejoramiento urbano y social, entre ellos:
- El estadio comunal Arturo Rojas (Ex Cancha Norte)
- Centro de Emprendimiento Felipe Cubillos Sigall, de la Fundación Levantemos Chile
- Programa Barrio en Paz Residencial
- Proyecto Misión Central.
- Fundación Padre Vicente Irarrázaval
- Fundación Junto al Barrio

Ya se encuentra construida la Plaza Activa "Capitán Gálvez" espacio ubicado junto al Plaza Rodrigo Rojas, proyecto financiado por el Programa Elige Vivir Sano (Plan Estatal de Promoción a la vida sana).